# Adolph Valentiner

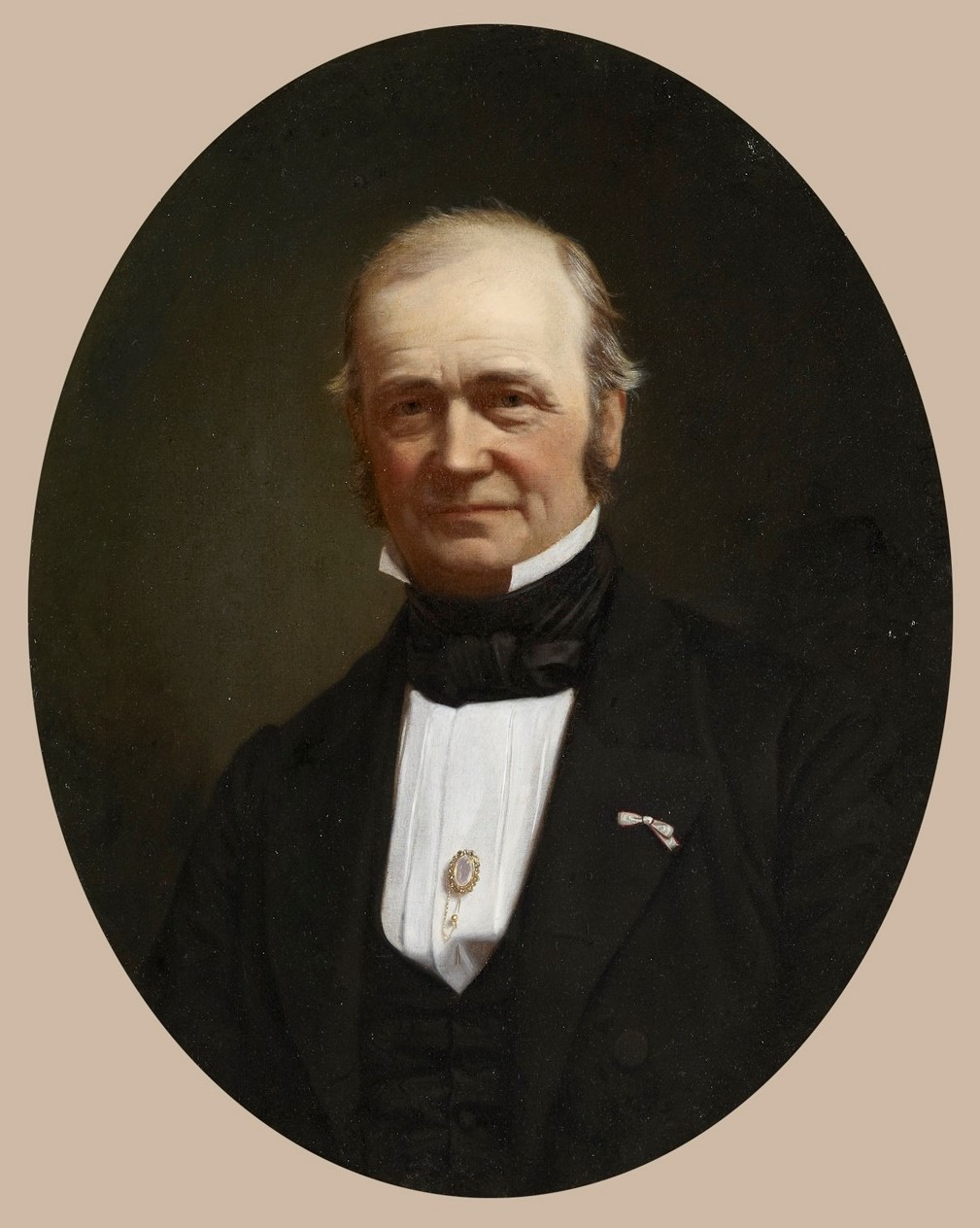
Adolph Valentiner

Adolph Valentiner (* 4. Juli 1803 auf Futterkamp; † 23. Mai 1868 auf Gjeddesdal, Greve Sogn) war ein deutsch-dänischer Landwirt und Landwirtschaftsreformer.

## Leben
Adolph Valentiner war ein Sohn des Gutspächters von Futterkamp Heinrich Christian Valentiner (1767–1831). Wilhelm Heinrich Valentiner war sein jüngerer Bruder. Der Vater zog 1819 mit seiner Familie nach Lübeck, wo Adolph das Katharineum zu Lübeck bis zum Abitur Michaelis 1822 besuchte. Im selben Jahr erwarb sein Vater das dänische Gut Gjeddesdal auf Seeland.
Nach mehreren Jahren Mitarbeit auf dem Hof übernahm Adolph Valentiner das Gut nach dem Tod seines Vaters und baute es zu einem Musterbetrieb aus. Als einer der ersten nutzte er Tonrohre zur Entwässerung. Aus den USA führte er neue Methoden der Molkerei in Dänemark ein. Seine Erfahrungen veröffentlichte er in zahlreichen Fachaufsätzen sowie im mehrfach aufgelegten Lommebog for Landmænd (Taschenbuch für Landwirte).
Er war verheiratet mit Elise, geb. Jacobsen. Von den Söhnen des Paares übernahm Heinrich Nicolai Valentiner (1834–1921) Gjeddesdal und wurde ebenso ein führender Landwirtschaftsreformer in Dänemark; Poul Christian Julius Valentiner (1850–1915) wurde Bankdirektor und Politiker.

## Schriften
- Lommebog for Landmænd. Kopenhagen 1857 u.ö.

Digitalisat der Ausgabe von 1860

## Auszeichnungen
- Titel Etatsrat
- Dannebrogorden, Ritter